# Ferronière

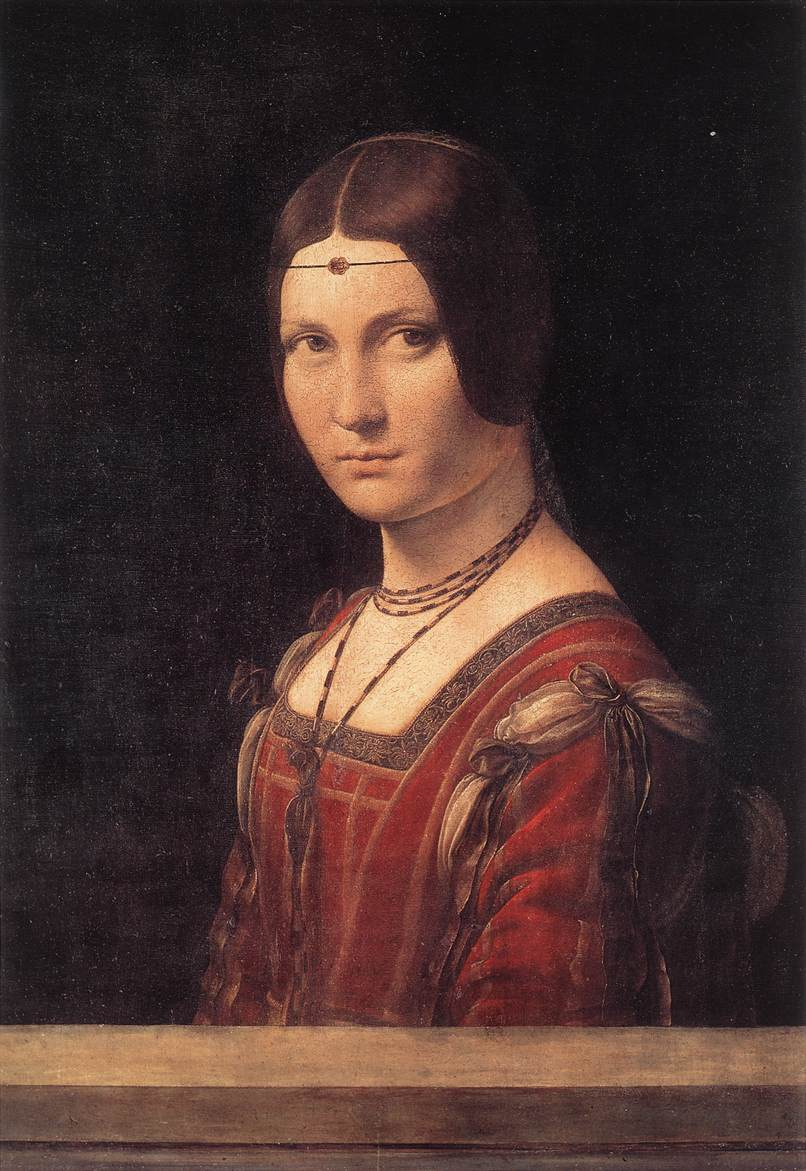
La Belle Ferronnière, målning av Leonardo da Vinci.

Ferronière är ett smalt pannband, vanligen med en ädelsten eller ett hängsmycke mitt i pannan. Ferronièren har uppkallats efter att ett sådant förekommer på damen i Leonardo da Vincis målning La belle ferronnière.  Ferronière var synnerligen modernt på 1840-talet under biedermeierepoken. Utsmyckningen är känd under benämningen titta hit.
La belle Ferronnière, "den vackra järnhandlarfrun", död omkring 1542, var en av den franske kungen Frans I:s älskarinnor och hustru till en järnhandlare eller en parlamentsadvokat Le Ferron. Svartsjuk och hämndlysten  smittade han sin maka med en dödlig sjukdom för att den skulle överflyttas på kungen.